# Kumlinge
Kumlinge es una localidad finlandesa fundada en la región autónoma de Åland. Su nombre viene a significa paso de piedra, y la localidad está formada por un archipiélago y cuenta con un aeródromo. Más del 93,5 % de su población es suecófona
La región fue visitada por primera vez por vikingos, pero no se estableció nadie hasta fines del siglo XII. Llegó a su pico poblacional de 1000 habitantes a principios del siglo XX, pero después ha decrecido.